# Guenter Lewy
Guenter Lewy, né le 22 août 1923 à Breslau en Allemagne, est un politologue et historien américain. Il est actuellement professeur émérite de sciences politiques à l'université du Massachusetts à Amherst.
Juif, il émigre avec sa famille vers la Palestine en 1939, puis aux États-Unis. Il fait ses études au City College of New York et à l'université Columbia (Ph. D.). 
Il a enseigné à l'université Columbia, au Smith College, et à l'université du Massachusetts à Amherst.
Il est spécialiste d'histoire contemporaine et s'est particulièrement intéressé aux conflits et aux crimes de masse.

## Shoah, génocide et massacres
The Catholic Church and Nazi Germany a été un de ses premiers ouvrages majeurs, et c'est aussi le premier qui fut traduit en français. L'ouvrage a été salué par Alfred Grosser, ainsi que par la Revue française de science politique, qui y vit « la meilleure mise au point sur l'histoire des relations entre l'Église et le Troisième Reich ». Avec The Nazi Persecution of the Gypsies, Lewy s'est intéressé à la politique anti-tzigane des nazis, sujet assez peu étudié jusque-là. L'ouvrage a été approuvé par les commentateurs pour son étude minutieuse de documents souvent ignorés et la synthèse historiographique, mais la contestation du terme génocide a moins remporté l'adhésion. En Allemagne, l’historien Hans Mommsen, professeur émérite à l’université de Bochum, spécialiste du nazisme, a approuvé la démonstration de son collègue américain, de même que Saul Friedländer et Raul Hilberg.
En 2004, Lewy publie un article dans Commentary concernant le sort des Amérindiens vivant sur le sol des actuels États-Unis : « Pour conclure, le triste destin des Indiens d'Amérique ne représente pas un crime mais une tragédie, impliquant un choc irréconciliable de cultures et de valeurs. » Il précise et nuance cette conclusion dans la livraison suivante de la revue : « Les Indiens furent en effet dépossédés de leurs terres par des spéculateurs avides de profits et en violation de traités, et dans ces cas, une condamnation morale est justifiée ; mais il n'en demeure pas moins vrai que, globalement, la ruée vers l'ouest ne pouvait pas plus être arrêtée qu'un autre grand mouvement migratoire du passé. »

## Conflits et révolutions
En 1974, Lewy publie Religion and Revolution, où il entend démontrer, à partir de nombreux exemples, que si les religions ont été un instrument de soumission, elles ont aussi contribué à certaines révolutions, violentes ou non violentes. L'ouvrage est approuvé en France par Henri Desroche, qui apprécie l'« érudition », la « judicieuse » compilation et l'« important dispositif de références ».
En 1978, Lewy publie d'une des premières synthèses sur la guerre du Vietnam, America in Vietnam. Sept ans après l'enquête du Winter Soldier, il écrit dans son livre America in Vietnam que le Naval Investigative Service (NIS) a enquêté sur les allégations à l'encontre des Marines. Selon lui, le rapport indique que certains vétérans contactés par le NIS n'ont pas participé à l'investigation à Détroit, ou ne se sont jamais rendus dans la ville, et nombre d'entre eux ont refusé d'être interviewés. Le gouvernement ne peut pas aujourd'hui vérifier l'existence de ce rapport, et aucun autre historien ne l'a vu. Par la suite, Lewy dit qu'il ne peut pas se rappeler s'il avait lui-même consulté le rapport ou s'il on lui avait seulement rapporté son contenu,.

## Ouvrages
- (en) Constitutionalism and Statecraft during the Golden Age of Spain. A Study of the political philosophy of Juan de Mariana, Genève, éd. Droz, 1960.
- (en) The Catholic Church and Nazi Germany, Londres, Weidenfeld and Nicolson, 1964. Traduction française : L'Église catholique et l'Allemagne nazie, éd. Stock, 1965. Traduit aussi en allemand et en italien.
- (en) Religion and revolution, New York, Oxford University Press, 1974.
- (en) America in Vietnam, New York-Oxford, Oxford University Press, 1978.
- (en) False Consciousness: An Essay on Mystification, New Brunswick, Transaction Publishers, 1982.
- (en) Peace and Revolution : The Moral Crisis of American Pacifism, Eerdmans Pub Co, 1988  (ISBN 978-0802836403)
- (en) The Cause that Failed : Communism in American Political Life, New York-Oxford, Oxford University Press, 1990.
- (en) The Nazi Persecution of the Gypsies, New York-Oxford, Oxford University Press, 2000 ; rééd. 2001  (ISBN 978-0195142402). Traduction française : La persécution des tsiganes par les nazis, Les Belles Lettres, 2003  (ISBN 978-2251380643)  Traduit aussi en italien, en allemand et en néerlandais.
- (en) The Armenian Massacres in Ottoman Turkey : A Disputed Genocide, Salt Lake City, University of Utah Press, 2005  (ISBN 978-0874808490). Traduit en italien, en allemand, en espagnol et en turc.
- (en) If God is Dead, Everything is Permitted?, Transaction Publishers, 2008  (ISBN 978-1412807562)
- (en)Assisted Death in Europe and America: Four Regimes and Their Lessons, New York-Oxford, Oxford University Press, 2010.
- (en)Essays on Genocide and Humanitarian Intervention, Salt Lake City, University of Utah Press, 2012 (recueil d'articles).
- (en) Outlawing Genocide Denial: The Dilemnas of Official Historical Truth, Salt Lake City, University of Utah Press, 2014.

## Principaux articles
- (en) « National Bolshevism in Weimar Germany: Alliance of Political Extremes Against Democracy », Social Research, XXIII-4, hiver 1956, pp. 450–480 (avec Abraham Ascher).
- (en) « Superior Orders, Nuclear Warfare, and the Dictates of Conscience: The Dilemma of Military Obedience in the Atomic Age », American Political Science Review, LV-1, mars 1961, pp. 3–23.
- (en) « Pius XII, the Jews, and the German Catholic Church », Commentary, février 1964, pp. 23–35.
- (en) « Vietnam: New Light on the Question of American Guilt », Commentary, février 1978, pp. 29–49.
- (en) « Is American Guilty Justified? », The Center Magazine, juillet-août 1979, repris dans Grace Sevy (dir.), The American Experience in Vietnam: a Reader, Norman, University of Oklahoma Press, 1989, pp. 257–276.
- (en) « Books: “America in Vietnam”: A Response to Critics », The Washington Quarterly, II-4, automne 1979, pp. 151-168.
- (en) « Some Political-Military Lessons of the Vietnam War », Parameters, XIV-1, 1984, pp. 2-14.
- (en) « The Case for Humanitarian Intervention », Orbis, XXXVII-4, automne 1993, pp. 621-632.
- (en) « Gypsies and Jews Under the Nazis », Holocaust and Genocide Studies, XIII-3, hiver 1999, pp. 383-404.
- (en) « Himmler and the 'Racially Pure Gypsies' », Journal of Contemporary History, XXXIV-2, avril 1999, pp. 201-214.
- (en) « Gypsies in German Concentration Camps », dans Collectif, Roma and Sinti Under-Studied Victims of Nazism, Washington, United States Holocaust Memorial Museum, 2002, pp. 23-31.
- (en) « Revisiting the Armenian Genocide », The Middle East Quarterly, XII-4, automne 2005, pp. 3-12. Traduit en turc.
- (en) « The First Genocide of the 20th Century? », Commentary, décembre 2005, pp. 47-52.
- (en) « Can there be genocide without the intent to commit genocide? », Journal of Genocide Research, IX-4, novembre 2007, pp. 661–674.
- (en) « Reply to Tony Barta, Norbert Finzsch and David Stannard », Journal of Genocide Research, X-2, juin 2008, p. 307.